# Kenneth Tigar
Pour les articles homonymes, voir Tigar.
Kenneth Tigar, né le 24 septembre 1942 à Chelsea dans le Massachusetts (États-Unis), est un acteur américain.

## Filmographie

### Cinéma
- 1975 : The Happy hooker : Steve
- 1978 : The Gypsy Warriors de Lou Antonio :
- 1981 : Gangster Wars (en) de Richard C. Sarafian : Thomas E. Dewey
- 1985 : Just One of the Guys : Mr. Raymaker
- 1985 : Creator : Pavlo
- 1987 : Jake's M.O. : Sol Godlman
- 1988 : 18 Again! (en) : Professor Swivet
- 1988 : Phantasm 2 : Father Meyers
- 1989 : The Runnin' Kind : Stan
- 1989 : L'Arme fatale 2 (Lethal Weapon 2) de Richard Donner : Bomb Squad Leader
- 1992 : L'Arme fatale 3 (Lethal Weapon 3) : Ernie / Detective
- 1993 : Snapdragon (en) : Captain
- 1993 : My Life : Dr Califano
- 1995 : Jade : Corporate man
- 1996 : Cadillac Ranch : Clown
- 1996 : Rage : Harry
- 1996 : Peur primale (Primal Fear) : Dr Weil
- 1997 : La Légende de Bigfoot (Little Bigfoot) : Largo
- 1997 : Riot : Harry Johansen
- 1997 : Hollywood Safari : Sheriff Todd
- 1997 : Complots (Conspiracy Theory) : Lawyer
- 1997 : Secrets (A Thousand Acres) : Doctor
- 1997 : The Underground : Tim Scully
- 2000 : Blessed Art Thou : Robert
- 2002 : Time of Fear : Coroner
- 2012 : Avengers : "German Old Man" (le vieil allemand qui tient tête à Loki)

### Télévision
- 1970 : Generation of Leaves: Jesus - A Passion Play for Americans : Pontius Pilate (série télévisée)
- 1977 : The Hemingway Play (TV)
- 1979 : Meurtres à San Francisco (The Golden Gate Murders) (TV) : Father O'Brien
- 1980 : The Babysitter (en) (TV) : Tom Montgomery
- 1981 : The Big Black Pill (TV)
- 1981 : Chronique des années 30 (en) ("The Gangster Chronicles") (feuilleton TV) : Thomas E. Dewey
- 1982 : Pray TV (TV) : Parker
- 1983 : K 2000 (série télévisée) (TV) : Docteur Kempler saison 1 épisode 15
- 1983 : Thursday's Child (TV) : Bill Richardson
- 1983 : Special Bulletin (TV)
- 1983 : Missing Pieces (TV) : Alan Rosenus
- 1984 : Fatal Vision (TV) : Pathologiste
- 1985 : A Death in California (TV) : Raymond
- 1986 : Le Choix (Second Serve) (TV) : Ross
- 1987 : Betty Ford, femme de président (The Betty Ford Story) (TV) : Dr Lukash
- 1988 : Justin Case (TV) : gérant du motel
- 1989 : Le Combat de Jane Roe (Roe vs. Wade) (TV)
- 1990 : In the Best Interest of the Child (TV) : Fred Hulbert
- 1991 : New York, police judiciaire (saison 2, épisode 5) : Dr. Stanback
- 1995 : Une punition inattendue (en) (The Great Mom Swap) (TV) : Mr. Harlow
- 1996 : Los Angeles Heat ("L.A. Heat") (série TV) : Capitaine Jensen
- 1998 : Le Secret de la route 9 (Route 9) (TV) : directeur de la banque
- 1999 : X-Files : Aux frontières du réel (épisode Compte à rebours) :Dr Plant
- 2006 : New York, police judiciaire (saison 16, épisode 16) : Dr. Sheldon Saperstein
- 2007 : New York, section criminelle (saison 6, épisode 12) : Terrence Winthrop
- 2008 : Fringe (TV) : Warden Lennox
- 2015 - 2019 : The Man in the High Castle : Reichsführer Heinrich Himmler
- 2018 : Blacklist (série télévisée) (saison 6 , épisode 1) Dr Hons keller
- 2017 : Blindspot (épisode 2.13 La seule solution) : Sean Clark
- 2024 : New York, unité spéciale (saison 24, épisode 12) : détective Ed McCluskey